# Имасы
Имасы — деревня в Гайнском районе Пермского края. Входит в состав Иванчинского сельского поселения. Располагается южнее районного центра, посёлка Гайны. Расстояние до районного центра составляет 32 км. По данным Всероссийской переписи населения 2010 года, в деревне проживало 143 человека (80 мужчин и 63 женщины).

## История
До Октябрьской революции населённый пункт Имасы входил в состав Гаинской волости, а в 1927 году — в состав Иванчинского сельсовета. По данным переписи населения 1926 года, в деревне насчитывалось 85 хозяйств, проживал 451 человек (217 мужчин и 234 женщины). Преобладающая национальность — коми-пермяки. Действовала школа первой ступени.
По данным на 1 июля 1963 года, в деревне проживало 254 человека. Населённый пункт входил в состав Иванчинского сельсовета.